# Tetrorchidium oppositifolium
Tetrorchidium oppositifolium là một loài thực vật có hoa trong họ Đại kích. Loài này được (Pax) Pax miêu tả khoa học đầu tiên năm 1919.